# Tromm (Ortsteil)
Tromm ist mit 539 Meter Höhe nicht nur der höchstgelegene Wohnplatz der Gemeinde Grasellenbach im südhessischen Landkreis Bergstraße, sondern auch der höchstgelegene Ort im Odenwald.

## Geographische Lage
Tromm liegt im Südwesten der Gemarkung Ober-Scharbach in dem Überwald genannten Teil des Odenwaldes in der Scheitelregion des Höhenrückens, der sich von der 577 Meter hohen Tromm nach Norden erstreckt und besteht aus verstreut liegenden landwirtschaftlichen Gehöften, zwischen denen weitere Bebauung entstanden ist.

## Geschichte
Erste Erwähnungen als Trumm, Dromm, oder Tromm sind aus dem Jahr 1829 überliefert. Somit handelt es sich wie bei Buchklingen um eine Anfang des 19. Jahrhunderts entstandene Rodungssiedlung in einer seit Alters her bestehenden Dorfgemarkung.
Die Tromm wurde schon bald zu einem Ausflugsziel, dem auch der 1910 westlich der Gipfelhöhe errichtete, 27 Meter hohe Ireneturm Rechnung trug. Es bot einen Panoramablick über den Odenwald und besonders über das Weschnitztal im Westen. Der Ortsteil Tromm präsentiert sich seitdem als Erholungsort mit Wanderwegen und Wintersportmöglichkeiten.
Tromm war seit Beginn Teil der Gemeinde Affolterbach und wurde am 1. Oktober 1955 mit 23 Einwohnern in die Gemeinde Scharbach (Gemarkung Ober-Scharbach) umgemeindet. Im Rahmen der Gebietsreform in Hessen wurde Tromm am 1. August 1972 als Teil der Gemeinde Scharbach in die Gemeinde Grasellenbach eingegliedert.

## Verkehr und Infrastruktur
Für den Straßenverkehr ist Tromm durch die Kreisstraße K 27 und K 27 a erschlossen, die  bei Wahlen von der Landesstraße L 3346 abzweigt und ganz Scharbach bis zum Wohnplatz Tromm durchzieht, um dort zu enden.
Seit 2001 bietet das Hof-Theater-Tromm unter der Leitung von Jürgen Flügge in der Theaterscheune ein ganzjähriges Programmangebot und jeweils Anfang August das Theaterfest Trommer Sommer.
In den Tagungshäusern des Odenwald-Instituts werden Seminare zu den Themen Beruf, Familie, Kommunikation und Persönlichkeitsentwicklung angeboten.